# Okręgowe rozgrywki w piłce nożnej woj. białostockiego (1959)
25. edycja okręgowych rozgrywek w piłce nożnej województwa białostockiego

Okręgowe rozgrywki w piłce nożnej województwa białostockiego prowadzone były przez Białostocki Okręgowy Związek Piłki Nożnej, rozgrywane były w czterech ligach, najwyższym poziomem była klasa okręgowa, klasa A, następnie klasa B (3 grupy), klasa C (6 grup) oraz dodatkowo tzw. klasa „W” (rozgrywki w 8 powiatach). 

Mistrzostwo okręgu zdobył Mazur Ełk. 

Okręgowy Puchar Polski – nie był rozgrywany.
Drużyny z województwa białostockiego występujące w centralnych i makroregionalnych poziomach rozgrywkowych:
- I liga – brak
- II liga – brak

| Rozgrywki | Poziomy rozgrywkowe w sezonie 1959 | Poziomy rozgrywkowe w sezonie 1959 | Poziomy rozgrywkowe w sezonie 1959 | Poziomy rozgrywkowe w sezonie 1959 | Poziomy rozgrywkowe w sezonie 1959 | Poziomy rozgrywkowe w sezonie 1959 | Poziomy rozgrywkowe w sezonie 1959 | Poziomy rozgrywkowe w sezonie 1959 | Poziomy rozgrywkowe w sezonie 1959 | Poziomy rozgrywkowe w sezonie 1959 | Poziomy rozgrywkowe w sezonie 1959 | Poziomy rozgrywkowe w sezonie 1959 | Poziomy rozgrywkowe w sezonie 1959 | Poziomy rozgrywkowe w sezonie 1959 | Poziomy rozgrywkowe w sezonie 1959 | Poziomy rozgrywkowe w sezonie 1959 | Poziomy rozgrywkowe w sezonie 1959 | Poziomy rozgrywkowe w sezonie 1959 | Poziomy rozgrywkowe w sezonie 1959 | Poziomy rozgrywkowe w sezonie 1959 | Poziomy rozgrywkowe w sezonie 1959 | Poziomy rozgrywkowe w sezonie 1959 | Poziomy rozgrywkowe w sezonie 1959 | Poziomy rozgrywkowe w sezonie 1959 | Poziomy rozgrywkowe w sezonie 1959 | Poziomy rozgrywkowe w sezonie 1959 | Poziomy rozgrywkowe w sezonie 1959 | Poziomy rozgrywkowe w sezonie 1959 | Poziomy rozgrywkowe w sezonie 1959 | Poziomy rozgrywkowe w sezonie 1959 | Poziomy rozgrywkowe w sezonie 1959 | Poziomy rozgrywkowe w sezonie 1959 | Poziomy rozgrywkowe w sezonie 1959 | Poziomy rozgrywkowe w sezonie 1959 | Poziomy rozgrywkowe w sezonie 1959 | Poziomy rozgrywkowe w sezonie 1959 | Poziomy rozgrywkowe w sezonie 1959 | Poziomy rozgrywkowe w sezonie 1959 | Poziomy rozgrywkowe w sezonie 1959 | Poziomy rozgrywkowe w sezonie 1959 | Poziomy rozgrywkowe w sezonie 1959 | Poziomy rozgrywkowe w sezonie 1959 | Poziomy rozgrywkowe w sezonie 1959 | Poziomy rozgrywkowe w sezonie 1959 | Poziomy rozgrywkowe w sezonie 1959 | Poziomy rozgrywkowe w sezonie 1959 | Poziomy rozgrywkowe w sezonie 1959 | Poziomy rozgrywkowe w sezonie 1959 | Poziomy rozgrywkowe w sezonie 1959 | Poziomy rozgrywkowe w sezonie 1959 | Poziomy rozgrywkowe w sezonie 1959 | Poziomy rozgrywkowe w sezonie 1959 | Poziomy rozgrywkowe w sezonie 1959 | Poziomy rozgrywkowe w sezonie 1959 | Poziomy rozgrywkowe w sezonie 1959 | Poziomy rozgrywkowe w sezonie 1959 | Poziomy rozgrywkowe w sezonie 1959 | Poziomy rozgrywkowe w sezonie 1959 | Poziomy rozgrywkowe w sezonie 1959 | Poziomy rozgrywkowe w sezonie 1959 | Poziomy rozgrywkowe w sezonie 1959 |
| --------- | ---------------------------------- | ---------------------------------- | ---------------------------------- | ---------------------------------- | ---------------------------------- | ---------------------------------- | ---------------------------------- | ---------------------------------- | ---------------------------------- | ---------------------------------- | ---------------------------------- | ---------------------------------- | ---------------------------------- | ---------------------------------- | ---------------------------------- | ---------------------------------- | ---------------------------------- | ---------------------------------- | ---------------------------------- | ---------------------------------- | ---------------------------------- | ---------------------------------- | ---------------------------------- | ---------------------------------- | ---------------------------------- | ---------------------------------- | ---------------------------------- | ---------------------------------- | ---------------------------------- | ---------------------------------- | ---------------------------------- | ---------------------------------- | ---------------------------------- | ---------------------------------- | ---------------------------------- | ---------------------------------- | ---------------------------------- | ---------------------------------- | ---------------------------------- | ---------------------------------- | ---------------------------------- | ---------------------------------- | ---------------------------------- | ---------------------------------- | ---------------------------------- | ---------------------------------- | ---------------------------------- | ---------------------------------- | ---------------------------------- | ---------------------------------- | ---------------------------------- | ---------------------------------- | ---------------------------------- | ---------------------------------- | ---------------------------------- | ---------------------------------- | ---------------------------------- | ---------------------------------- | ---------------------------------- | ---------------------------------- | ---------------------------------- |
| Centralne | I poziom ligowy                    | I Liga                             | I Liga                             | I Liga                             | I Liga                             | I Liga                             | I Liga                             | I Liga                             | I Liga                             | I Liga                             | I Liga                             | I Liga                             | I Liga                             | I Liga                             | I Liga                             | I Liga                             | I Liga                             | I Liga                             | I Liga                             | I Liga                             | I Liga                             | I Liga                             | I Liga                             | I Liga                             | I Liga                             | I Liga                             | I Liga                             | I Liga                             | I Liga                             | I Liga                             | I Liga                             | I Liga                             | I Liga                             | I Liga                             | I Liga                             | I Liga                             | I Liga                             | I Liga                             | I Liga                             | I Liga                             | I Liga                             | I Liga                             | I Liga                             | I Liga                             | I Liga                             | I Liga                             | I Liga                             | I Liga                             | I Liga                             | I Liga                             | I Liga                             | I Liga                             | I Liga                             | I Liga                             | I Liga                             | I Liga                             | I Liga                             | I Liga                             | I Liga                             | I Liga                             | I Liga                             |
| Centralne | II poziom ligowy                   | II Liga -gr. Płn.                  | II Liga -gr. Płn.                  | II Liga -gr. Płn.                  | II Liga -gr. Płn.                  | II Liga -gr. Płn.                  | II Liga -gr. Płn.                  | II Liga -gr. Płn.                  | II Liga -gr. Płn.                  | II Liga -gr. Płn.                  | II Liga -gr. Płn.                  | II Liga -gr. Płn.                  | II Liga -gr. Płn.                  | II Liga -gr. Płn.                  | II Liga -gr. Płn.                  | II Liga -gr. Płn.                  | II Liga -gr. Płn.                  | II Liga -gr. Płn.                  | II Liga -gr. Płn.                  | II Liga -gr. Płn.                  | II Liga -gr. Płn.                  | II Liga -gr. Płn.                  | II Liga -gr. Płn.                  | II Liga -gr. Płn.                  | II Liga -gr. Płn.                  | II Liga -gr. Płn.                  | II Liga -gr. Płn.                  | II Liga -gr. Płn.                  | II Liga -gr. Płn.                  | II Liga -gr. Płn.                  | II Liga -gr. Płn.                  | II Liga -gr. Płd.                  | II Liga -gr. Płd.                  | II Liga -gr. Płd.                  | II Liga -gr. Płd.                  | II Liga -gr. Płd.                  | II Liga -gr. Płd.                  | II Liga -gr. Płd.                  | II Liga -gr. Płd.                  | II Liga -gr. Płd.                  | II Liga -gr. Płd.                  | II Liga -gr. Płd.                  | II Liga -gr. Płd.                  | II Liga -gr. Płd.                  | II Liga -gr. Płd.                  | II Liga -gr. Płd.                  | II Liga -gr. Płd.                  | II Liga -gr. Płd.                  | II Liga -gr. Płd.                  | II Liga -gr. Płd.                  | II Liga -gr. Płd.                  | II Liga -gr. Płd.                  | II Liga -gr. Płd.                  | II Liga -gr. Płd.                  | II Liga -gr. Płd.                  | II Liga -gr. Płd.                  | II Liga -gr. Płd.                  | II Liga -gr. Płd.                  | II Liga -gr. Płd.                  | II Liga -gr. Płd.                  | II Liga -gr. Płd.                  |
| Okręgowe  | III poziom ligowy                  | Klasa Okręgowa                     | Klasa Okręgowa                     | Klasa Okręgowa                     | Klasa Okręgowa                     | Klasa Okręgowa                     | Klasa Okręgowa                     | Klasa Okręgowa                     | Klasa Okręgowa                     | Klasa Okręgowa                     | Klasa Okręgowa                     | Klasa Okręgowa                     | Klasa Okręgowa                     | Klasa Okręgowa                     | Klasa Okręgowa                     | Klasa Okręgowa                     | Klasa Okręgowa                     | Klasa Okręgowa                     | Klasa Okręgowa                     | Klasa Okręgowa                     | Klasa Okręgowa                     | Klasa Okręgowa                     | Klasa Okręgowa                     | Klasa Okręgowa                     | Klasa Okręgowa                     | Klasa Okręgowa                     | Klasa Okręgowa                     | Klasa Okręgowa                     | Klasa Okręgowa                     | Klasa Okręgowa                     | Klasa Okręgowa                     | Klasa Okręgowa                     | Klasa Okręgowa                     | Klasa Okręgowa                     | Klasa Okręgowa                     | Klasa Okręgowa                     | Klasa Okręgowa                     | Klasa Okręgowa                     | Klasa Okręgowa                     | Klasa Okręgowa                     | Klasa Okręgowa                     | Klasa Okręgowa                     | Klasa Okręgowa                     | Klasa Okręgowa                     | Klasa Okręgowa                     | Klasa Okręgowa                     | Klasa Okręgowa                     | Klasa Okręgowa                     | Klasa Okręgowa                     | Klasa Okręgowa                     | Klasa Okręgowa                     | Klasa Okręgowa                     | Klasa Okręgowa                     | Klasa Okręgowa                     | Klasa Okręgowa                     | Klasa Okręgowa                     | Klasa Okręgowa                     | Klasa Okręgowa                     | Klasa Okręgowa                     | Klasa Okręgowa                     | Klasa Okręgowa                     |
| Okręgowe  | IV poziom ligowy                   | Klasa A                            | Klasa A                            | Klasa A                            | Klasa A                            | Klasa A                            | Klasa A                            | Klasa A                            | Klasa A                            | Klasa A                            | Klasa A                            | Klasa A                            | Klasa A                            | Klasa A                            | Klasa A                            | Klasa A                            | Klasa A                            | Klasa A                            | Klasa A                            | Klasa A                            | Klasa A                            | Klasa A                            | Klasa A                            | Klasa A                            | Klasa A                            | Klasa A                            | Klasa A                            | Klasa A                            | Klasa A                            | Klasa A                            | Klasa A                            | Klasa A                            | Klasa A                            | Klasa A                            | Klasa A                            | Klasa A                            | Klasa A                            | Klasa A                            | Klasa A                            | Klasa A                            | Klasa A                            | Klasa A                            | Klasa A                            | Klasa A                            | Klasa A                            | Klasa A                            | Klasa A                            | Klasa A                            | Klasa A                            | Klasa A                            | Klasa A                            | Klasa A                            | Klasa A                            | Klasa A                            | Klasa A                            | Klasa A                            | Klasa A                            | Klasa A                            | Klasa A                            | Klasa A                            | Klasa A                            |
| Okręgowe  | V poziom ligowy                    | Klasa B – gr. I                    | Klasa B – gr. I                    | Klasa B – gr. I                    | Klasa B – gr. I                    | Klasa B – gr. I                    | Klasa B – gr. I                    | Klasa B – gr. I                    | Klasa B – gr. I                    | Klasa B – gr. I                    | Klasa B – gr. I                    | Klasa B – gr. I                    | Klasa B – gr. I                    | Klasa B – gr. I                    | Klasa B – gr. I                    | Klasa B – gr. I                    | Klasa B – gr. I                    | Klasa B – gr. I                    | Klasa B – gr. I                    | Klasa B – gr. I                    | Klasa B – gr. I                    | Klasa B – gr. II                   | Klasa B – gr. II                   | Klasa B – gr. II                   | Klasa B – gr. II                   | Klasa B – gr. II                   | Klasa B – gr. II                   | Klasa B – gr. II                   | Klasa B – gr. II                   | Klasa B – gr. II                   | Klasa B – gr. II                   | Klasa B – gr. II                   | Klasa B – gr. II                   | Klasa B – gr. II                   | Klasa B – gr. II                   | Klasa B – gr. II                   | Klasa B – gr. II                   | Klasa B – gr. II                   | Klasa B – gr. II                   | Klasa B – gr. II                   | Klasa B – gr. II                   | Klasa B – gr. III                  | Klasa B – gr. III                  | Klasa B – gr. III                  | Klasa B – gr. III                  | Klasa B – gr. III                  | Klasa B – gr. III                  | Klasa B – gr. III                  | Klasa B – gr. III                  | Klasa B – gr. III                  | Klasa B – gr. III                  | Klasa B – gr. III                  | Klasa B – gr. III                  | Klasa B – gr. III                  | Klasa B – gr. III                  | Klasa B – gr. III                  | Klasa B – gr. III                  | Klasa B – gr. III                  | Klasa B – gr. III                  | Klasa B – gr. III                  | Klasa B – gr. III                  |
| Okręgowe  | VI poziom ligowy                   | Klasa C gr. I                      | Klasa C gr. I                      | Klasa C gr. I                      | Klasa C gr. I                      | Klasa C gr. I                      | Klasa C gr. I                      | Klasa C gr. I                      | Klasa C gr. I                      | Klasa C gr. I                      | Klasa C gr. I                      | Klasa C gr. II                     | Klasa C gr. II                     | Klasa C gr. II                     | Klasa C gr. II                     | Klasa C gr. II                     | Klasa C gr. II                     | Klasa C gr. II                     | Klasa C gr. II                     | Klasa C gr. II                     | Klasa C gr. II                     | Klasa C gr. III                    | Klasa C gr. III                    | Klasa C gr. III                    | Klasa C gr. III                    | Klasa C gr. III                    | Klasa C gr. III                    | Klasa C gr. III                    | Klasa C gr. III                    | Klasa C gr. III                    | Klasa C gr. III                    | Klasa C gr. IV                     | Klasa C gr. IV                     | Klasa C gr. IV                     | Klasa C gr. IV                     | Klasa C gr. IV                     | Klasa C gr. IV                     | Klasa C gr. IV                     | Klasa C gr. IV                     | Klasa C gr. IV                     | Klasa C gr. IV                     | Klasa C gr. V                      | Klasa C gr. V                      | Klasa C gr. V                      | Klasa C gr. V                      | Klasa C gr. V                      | Klasa C gr. V                      | Klasa C gr. V                      | Klasa C gr. V                      | Klasa C gr. V                      | Klasa C gr. V                      | Klasa C gr. VI                     | Klasa C gr. VI                     | Klasa C gr. VI                     | Klasa C gr. VI                     | Klasa C gr. VI                     | Klasa C gr. VI                     | Klasa C gr. VI                     | Klasa C gr. VI                     | Klasa C gr. VI                     | Klasa C gr. VI                     |
| Okręgowe  | VII poziom ligowy                  | Klasa W – (8 grup)                 | Klasa W – (8 grup)                 | Klasa W – (8 grup)                 | Klasa W – (8 grup)                 | Klasa W – (8 grup)                 | Klasa W – (8 grup)                 | Klasa W – (8 grup)                 | Klasa W – (8 grup)                 | Klasa W – (8 grup)                 | Klasa W – (8 grup)                 | Klasa W – (8 grup)                 | Klasa W – (8 grup)                 | Klasa W – (8 grup)                 | Klasa W – (8 grup)                 | Klasa W – (8 grup)                 | Klasa W – (8 grup)                 | Klasa W – (8 grup)                 | Klasa W – (8 grup)                 | Klasa W – (8 grup)                 | Klasa W – (8 grup)                 | Klasa W – (8 grup)                 | Klasa W – (8 grup)                 | Klasa W – (8 grup)                 | Klasa W – (8 grup)                 | Klasa W – (8 grup)                 | Klasa W – (8 grup)                 | Klasa W – (8 grup)                 | Klasa W – (8 grup)                 | Klasa W – (8 grup)                 | Klasa W – (8 grup)                 | Klasa W – (8 grup)                 | Klasa W – (8 grup)                 | Klasa W – (8 grup)                 | Klasa W – (8 grup)                 | Klasa W – (8 grup)                 | Klasa W – (8 grup)                 | Klasa W – (8 grup)                 | Klasa W – (8 grup)                 | Klasa W – (8 grup)                 | Klasa W – (8 grup)                 | Klasa W – (8 grup)                 | Klasa W – (8 grup)                 | Klasa W – (8 grup)                 | Klasa W – (8 grup)                 | Klasa W – (8 grup)                 | Klasa W – (8 grup)                 | Klasa W – (8 grup)                 | Klasa W – (8 grup)                 | Klasa W – (8 grup)                 | Klasa W – (8 grup)                 | Klasa W – (8 grup)                 | Klasa W – (8 grup)                 | Klasa W – (8 grup)                 | Klasa W – (8 grup)                 | Klasa W – (8 grup)                 | Klasa W – (8 grup)                 | Klasa W – (8 grup)                 | Klasa W – (8 grup)                 | Klasa W – (8 grup)                 | Klasa W – (8 grup)                 |

## Klasa okręgowa – III poziom rozgrywkowy
| Poz. | Drużyna                 | M  | Z  | R | P  | Bramki | Punkty |
| ---- | ----------------------- | -- | -- | - | -- | ------ | ------ |
| 1    | Mazur Ełk (s)           | 14 | 12 | 1 | 1  | 73-12  | 25     |
| 2    | Gwardia Białystok (s)   | 14 | 9  | 3 | 2  | 51-22  | 21     |
| 3    | Wigry Suwałki (b)       | 14 | 8  | 1 | 5  | 37-29  | 17     |
| 4    | Ognisko Białystok (b)   | 14 | 7  | 0 | 7  | 33-32  | 14     |
| 5    | Puszcza Hajnówka (b)    | 14 | 6  | 2 | 6  | 22-36  | 14     |
| 6    | Tur Bielsk Podlaski (b) | 14 | 4  | 3 | 7  | 30-43  | 11     |
| 7    | Pogoń Łapy (b)          | 14 | 3  | 3 | 8  | 21-41  | 9      |
| 8    | Sokół Sokółka (b)       | 14 | 0  | 1 | 13 | 14-66  | 1      |

- Decyzją władz OZPN Wigry Suwałki z powodu braku drużyny juniorów zostały przesunięte do klasy A.

Eliminacje do II ligi
| Poz. | Drużyna        | M | Z | R | P | Bramki | Punkty |
| ---- | -------------- | - | - | - | - | ------ | ------ |
| 1    | Bałtyk Gdynia  | 8 | 7 | 0 | 1 | 23-4   | 14     |
| 2    | Stal Włocławek | 8 | 4 | 0 | 4 | 12-7   | 8      |
| 3    | Warmia Olsztyn | 8 | 4 | 0 | 4 | 13-17  | 8      |
| 4    | Mazur Ełk      | 8 | 3 | 1 | 4 | 10-11  | 7      |
| 5    | Pogoń Barlinek | 8 | 1 | 1 | 6 | 4-23   | 3      |

## Klasa A – IV poziom rozgrywkowy
| Poz. | Drużyna                   | M  | Z  | R | P  | Bramki | Punkty |
| ---- | ------------------------- | -- | -- | - | -- | ------ | ------ |
| 1    | Jagiellonia Białystok (b) | 18 | 14 | 1 | 3  | 64-22  | 29     |
| 2    | ŁKS Start Łomża (s)       | 18 | 14 | 0 | 4  | 59-25  | 28     |
| 3    | ZKS Zambrów               | 18 | 12 | 1 | 5  | 65-35  | 25     |
| 4    | Warmia Grajewo            | 18 | 10 | 0 | 8  | 61-37  | 20     |
| 5    | Gwardia Grajewo (b)       | 18 | 10 | 0 | 8  | 32-31  | 20     |
| 6    | Gwardia II Białystok      | 18 | 9  | 1 | 8  | 39-48  | 19     |
| 7    | Czarni Olecko (b)         | 18 | 5  | 1 | 12 | 34-53  | 11     |
| 8    | Włókniarz Białystok       | 18 | 4  | 2 | 12 | 33-60  | 10     |
| 9    | Pogoń II Łapy (b)         | 18 | 3  | 2 | 13 | 26-60  | 8      |
| 10   | Supraślanka Supraśl       | 18 | 4  | 0 | 14 | 36-84  | 8      |

- Po sezonie fuzja Gwardii Grajewo z Warmią.

## Klasa B – V poziom rozgrywkowy
Grupa I
| Poz. | Drużyna                    | M  | Z | R | P | Bramki | Punkty |
| ---- | -------------------------- | -- | - | - | - | ------ | ------ |
| 1    | Polonia Białystok          | 18 |   |   |   | 79-34  | 33     |
| 2    | Cresovia Białystok (b)     | 18 |   |   |   | 72-41  | 27     |
| 3    | Skra Czarna Wieś           | 18 |   |   |   | 68-31  | 26     |
| 4    | Ognisko II Białystok       | 18 |   |   |   | 50-47  | 19     |
| 5    | Polonia Starosielce        | 18 |   |   |   | 35-35  | 18     |
| 6    | Gryf Choroszcz (b)         | 18 |   |   |   | 54-57  | 16     |
| 7    | LZS Turośń Kościelna       | 18 |   |   |   | 39-61  | 15     |
| 8    | Sokół II Sokółka           | 18 |   |   |   | 36-60  | 9      |
| 9    | Supraślanka II Supraśl (b) | 18 |   |   |   | 29-62  | 9      |
| 10   | LZS Goniądz (b)            | 18 |   |   |   | 25-75  | 5      |

- Drużyny LZS Goniądz oraz Supraślanka II wycofały się z rozgrywek po I rundzie, w II rundzie przyznawano walkowery.
- Po sezonie nastąpiła fuzja Polonii Starosielce z Ogniskiem Białystok.

Grupa II
| Poz. | Drużyna                    | M  | Z | R | P | Bramki | Punkty |
| ---- | -------------------------- | -- | - | - | - | ------ | ------ |
| 1    | Puszcza II Hajnówka        | 16 |   |   |   | 67-30  | 27     |
| 2    | Husar Nurzec               | 16 |   |   |   | 52-18  | 23     |
| 3    | Cresovia Siemiatycze       | 16 |   |   |   | 50-21  | 22     |
| 4    | Żubr Białowieża (b)        | 16 |   |   |   | 54-34  | 20     |
| 5    | Tur II Bielsk Podlaski (b) | 16 |   |   |   | 35-49  | 14     |
| 6    | Ruch Wysokie Mazowieckie   | 16 |   |   |   | 31-39  | 12     |
| 7    | KS (WKS) Hajnówka          | 16 |   |   |   | 25-43  | 12     |
| 8    | Żubr Drohiczyn (b)         | 16 |   |   |   | 35-57  | 10     |
| 9    | LZS Czyżew (b)             | 16 |   |   |   | 7-60   | 2      |

- Zmiana nazwy WKS na Husar Nurzec.

Grupa III
| Poz. | Drużyna                 | M  | Z | R | P | Bramki | Punkty |
| ---- | ----------------------- | -- | - | - | - | ------ | ------ |
| 1    | Mazur II Ełk (s)        | 16 |   |   |   | 49-27  | 21     |
| 2    | Cresovia Gołdap         | 16 |   |   |   | 59-39  | 20     |
| 3    | Wissa Szczuczyn         | 16 |   |   |   | 44-32  | 19     |
| 4    | Orzeł Kolno             | 16 |   |   |   | 51-42  | 17     |
| 5    | Znicz Szyba             | 16 |   |   |   | 42-45  | 15     |
| 6    | Pomorzan Prostki        | 16 |   |   |   | 34-37  | 15     |
| 7    | LZS Sejny (s)           | 16 |   |   |   | 27-38  | 14     |
| 8    | Augustovia Augustów (b) | 16 |   |   |   | 44-52  | 11     |
| 9    | LZS Stawiski (b)        | 16 |   |   |   | 26-73  | 8      |

- Zmiana nazwy Pogoń na LZS Sejny.
- Zmiana nazwy AKS na Augustovia Augustów.

## Klasa C – VI poziom rozgrywkowy
Tabele klasy C stan po I rundzie. 
Grupa I

| Poz. | Drużyna                | M | Z | R | P | Bramki | Punkty |
| ---- | ---------------------- | - | - | - | - | ------ | ------ |
| 1    | LZS Barszczewo         | 4 |   |   |   | 17-6   | 7      |
| 2    | Polonia II Starosielce | 4 |   |   |   | 13-3   | 5      |
| 3    | Skra II Czarna Wieś    | 4 |   |   |   | 12-4   | 3      |
| 4    | LZS Ogrodniczki        | 4 |   |   |   | 5-10   | 3      |
| 5    | LZS Klepacze           | 4 |   |   |   | 11-15  | 2      |

- Po II rundzie, awans LZS Barszczewo.
- Polonia II Starosielce fuzja z Ogniskiem Białystok.

Grupa II

| Poz. | Drużyna   | M | Z | R | P | Bramki | Punkty |
| ---- | --------- | - | - | - | - | ------ | ------ |
| 1    | LZS Uhowo | 1 |   |   |   | 5-4    | 2      |
| 2    | LZS Suraż | 1 |   |   |   | 4-5    | 0      |

- Po II rundzie, awans LZS Uhowo.

Grupa III
| Poz. | Drużyna                | M | Z | R | P | Bramki | Punkty |
| ---- | ---------------------- | - | - | - | - | ------ | ------ |
| 1    | LZS Studziwody         | 5 |   |   |   | 17-1   | 10     |
| 2    | Tur II Bielsk Podlaski | 5 |   |   |   | 17-8   | 8      |
| 3    | LZS Dubiny             | 5 |   |   |   | 20-7   | 6      |
| 4    | Orzeł Kleszczele       | 5 |   |   |   | 29-15  | 4      |
| 5    | LZS Narewka            | 5 |   |   |   | 4-33   | 2      |
| 6    | LZS Orla               | 5 |   |   |   | 0-23   | 0      |

- Po II rundzie, awans LZS Studziwody.

Grupa IV
| Poz. | Drużyna           | M | Z | R | P | Bramki | Punkty |
| ---- | ----------------- | - | - | - | - | ------ | ------ |
| 1    | Wigry II Suwałki  | 3 |   |   |   | 13-3   | 6      |
| 2    | Warmia II Grajewo | 3 |   |   |   | 12-4   | 4      |
| 3    | LZS Nowa Wieś     | 3 |   |   |   | 3-9    | 2      |
| 4    | LZS Raczki        | 3 |   |   |   | 2-14   | 0      |

- Po II rundzie, awans Wigry II Suwałki.

Grupa V
| Poz. | Drużyna         | M | Z | R | P | Bramki | Punkty |
| ---- | --------------- | - | - | - | - | ------ | ------ |
| 1    | LZS Suchowola   | 6 |   |   |   | 14-?   | 9      |
| 2    | LZS Siojniki    | 6 |   |   |   | 13-?   | 9      |
| 3    | LZS Kuźnica     | 6 |   |   |   | 17-?   | 8      |
| 4    | LZS Jasionówka  | 6 |   |   |   | 19-?   | 6      |
| 5    | LZS Dąbrowa     | 6 |   |   |   | 15-?   | 4      |
| 6    | LZS Krynki      | 6 |   |   |   | 13-?   | 4      |
| 7    | LZS Szudziałowo | 6 |   |   |   | 2-?    | 0      |

- Po II rundzie, awans LZS Suchowola.

Grupa VI
| Poz. | Drużyna         | M | Z | R | P | Bramki | Punkty |
| ---- | --------------- | - | - | - | - | ------ | ------ |
| 1    | LZS Piątnica    | 4 |   |   |   | 28-6   | 6      |
| 2    | LZS Radziłów    | 4 |   |   |   | 14-?   | 4      |
| 3    | LZS II Stawiski | 4 |   |   |   | 10-?   | 4      |
| 4    | LZS Łyse        | 4 |   |   |   | 6-14   | 4      |
| 5    | Orzeł II Kolno  | 4 |   |   |   | 4-22   | 2      |

- Po II rundzie, awans LZS Piątnica.

## Klasa W
Rozgrywki klasy W (klasa wiejska) prowadzone w 8 powiatach, 56 drużyn. Brak tabel i wyników.

## Puchar Polski – rozgrywki okręgowe
Rozgrywki nie były przeprowadzone.